# Persone di nome Léon
| Questa pagina contiene informazioni ricavate automaticamente dalle voci biografiche con l'ausilio del template Bio e di un bot. L'aggiornamento è periodico e automatico e ricostruisce completamente la pagina. Se manca una persona in questa lista, sei pregato di non aggiungerla, ma accertati piuttosto che la sua voce biografica contenga il template Bio e che i dati anagrafici siano correttamente compilati. Se il template Bio manca, inseriscilo tu stesso o, in alternativa, metti l'avviso {{tmp\|Bio}} che ne segnala la mancanza. Se i dati riportati sono sbagliati, correggi direttamente la voce biografica; le modifiche saranno visibili in questa lista entro pochi giorni. Per chiarimenti vedi il progetto antroponimi. La lista contiene solo le 155 persone che sono citate nell'enciclopedia e per le quali è stato implementato correttamente il template Bio. Pagina aggiornata al 22 giu 2025. |

Questa è una lista di persone presenti nell'enciclopedia che hanno il nome Léon, suddivise per attività principale.

## Allenatori di calcio(1)
- Léon Rossi, allenatore di calcio e calciatore francese (Villefranche-sur-Mer, n. 1923 - Nizza, † 2007)

## Altisti(3)
- Léon Bouffard, altista e dirigente sportivo svizzero (Ginevra, n. 1893 - Ginevra, † 1981)
- Léon Dupont, altista e lunghista belga (n. 1881 - Bruxelles, † 1956)
- Léon Monnier, altista francese (Parigi, n. 1883 - Morainvilliers, † 1969)

## Ammiragli(1)
- Martin Fourichon, ammiraglio e politico francese (Thiviers, n. 1809 - Parigi, † 1884)

## Archeologi(1)
- Léon Heuzey, archeologo francese (Rouen, n. 1831 - Parigi, † 1922)

## Architetti(8)
- Léon Azéma, architetto francese (Alignan-du-Vent, n. 1888 - Épernay, † 1978)
- Léon Dufourny, architetto francese (Parigi, n. 1754 - Parigi, † 1818)
- Léon Emmanuel Govaerts, architetto belga (n. 1891 - † 1970)
- Léon Govaerts, architetto belga (Saint-Josse-ten-Noode, n. 1860 - Saint-Gilles, † 1930)
- Léon Gurekian, architetto armeno (Costantinopoli, n. 1871 - Asolo, † 1950)
- Léon Krier, architetto e urbanista lussemburghese (Lussemburgo, n. 1946 - Palma di Maiorca, † 2025)
- Léon Vaudoyer, architetto francese (Parigi, n. 1803 - Parigi, † 1872)
- Léon II de Perthuis de Laillevault, architetto francese (Germigny-l'Évêque, n. 1757 - Parigi, † 1818)

## Attivisti(1)
- Léon Sultan, attivista marocchino (Costantina, n. 1905 - Casablanca, † 1945)

## Attori(2)
- Léon Bary, attore francese (Parigi, n. 1880 - Parigi, † 1954)
- Léon Mathot, attore cinematografico e regista francese (Roubaix, n. 1886 - Parigi, † 1968)

## Avvocati(1)
- Léon Brunier, avvocato e politico francese (Aiguebelle, n. 1811 - Saint-Pierre-d'Albigny, † 1875)

## Bassi(1)
- Léon Rothier, basso francese (Reims, n. 1874 - New York, † 1951)

## Biologi(1)
- Léon Camille Marius Croizat, biologo, botanico e esploratore italiano (Torino, n. 1894 - Coro, † 1982)

## Botanici(1)
- Léon Gaston Genevier, botanico e farmacista francese (Saint-Clément-de-la-Place, n. 1830 - Nantes, † 1880)

## Calciatori(14)
- Léon Bergsma, calciatore olandese (Amsterdam, n. 1997)
- Léon Chaudoir, calciatore belga
- Léon Deladerrière, calciatore e allenatore di calcio francese (Annœullin, n. 1927 - Rixheim, † 2013)
- Léon Dolmans, ex calciatore belga (Uikhoven, n. 1945)
- Léon Glovacki, calciatore e allenatore di calcio francese (Libercourt, n. 1928 - Ginevra, † 2009)
- Léon Huot, calciatore francese (Villeneuve-Saint-Georges, n. 1898 - Alès, † 1961)
- Léon Jeck, calciatore belga (Ans, n. 1947 - † 2007)
- Léon Letsch, ex calciatore lussemburghese (Mamer, n. 1927)
- Léon Mart, calciatore lussemburghese (Esch-sur-Alzette, n. 1914 - Esch-sur-Alzette, † 1984)
- Léon Metzler, calciatore lussemburghese (Diekirch, n. 1896 - † 1930)
- Léon Schumacher, calciatore lussemburghese (Wormeldange, n. 1918 - Esch-sur-Alzette, † 1985)
- Léon Semmeling, calciatore belga (Moelingen, n. 1940 - Liegi, † 2024)
- Léon Vandermeiren, calciatore belga (n. 1896 - Bruxelles, † 1955)
- Léon Wahnawé, calciatore francese (n. 1993)

## Cardinali(1)
- Léon Potier de Gesvres, cardinale e arcivescovo cattolico francese (Parigi, n. 1656 - Versailles, † 1744)

## Cavalieri(1)
- Léon Thome, cavaliere francese (Néris-les-Bains, n. 1857 - Parigi, † 1925)

## Cestisti(2)
- Léon Lampo, cestista belga (Gentbrugge, n. 1923 - Gand, † 1985)
- Léon Le Roux, cestista belga (Bellaire, n. 1914)

## Chirurghi(1)
- Léon Athanase Gosselin, chirurgo francese (Parigi, n. 1815 - † 1887)

## Ciclisti su strada(12)
- Omer Beaugendre, ciclista su strada francese (Salbris, n. 1883 - Salbris, † 1954)
- Léon van Bon, ex ciclista su strada e pistard olandese (Asperen, n. 1972)
- Léon Buysse, ciclista su strada e pistard belga (Izegem, n. 1889 - Izegem, † 1951)
- Léon De Lathouwer, ciclista su strada belga (Wetteren, n. 1929 - † 2008)
- Léon Devos, ciclista su strada belga (Ardooie, n. 1896 - Ardooie, † 1963)
- Léon Houa, ciclista su strada e pilota automobilistico belga (Liegi, n. 1867 - Bressoux, † 1918)
- Léon Le Calvez, ciclista su strada francese (Moëlan-sur-Mer, n. 1909 - Créteil, † 1995)
- Léon Level, ciclista su strada francese (Hédouville, n. 1910 - Parigi, † 1949)
- Léon Louyet, ciclista su strada belga (Loos-en-Gohelle, n. 1906 - Charleroi, † 1973)
- Léon Martin, ciclista su strada belga (Roeselare, n. 1897 - Roeselare, † 1956)
- Léon Scieur, ciclista su strada belga (Florennes, n. 1888 - Florennes, † 1969)
- Léon Van Daele, ciclista su strada e pistard belga (Ruddervoorde, n. 1933 - Oostkamp, † 2000)

## Compositori(4)
- Léon Ehrhart, compositore e organista francese (Mulhouse, n. 1854 - Porretta Terme, † 1874)
- Léon Gastinel, compositore e violinista francese (Côte-d'Or, n. 1823 - Fresnes, † 1906)
- Léon Jongen, compositore, organista e direttore d'orchestra belga (Liegi, n. 1884 - Bruxelles, † 1969)
- Léon Reinach, compositore francese (Parigi, n. 1893 - Auschwitz, † 1944)

## Direttori d'orchestra(1)
- Léon Jehin, direttore d'orchestra e compositore belga (Spa, n. 1853 - Monaco, † 1928)

## Dirigenti sportivi(1)
- Léon de Janzé, dirigente sportivo e politico francese (Parigi, n. 1848 - † 1910)

## Drammaturghi(2)
- Léon Abric, drammaturgo e scrittore francese (n. 1869 - † 1942)
- Léon Halévy, drammaturgo, storico e giornalista francese (Parigi, n. 1802 - Saint-Germain-en-Laye, † 1883)

## Filosofi(4)
- Léon Brunschvicg, filosofo francese (Parigi, n. 1869 - Aix-les-Bains, † 1944)
- Léon Denis, filosofo e parapsicologo francese (Foug, n. 1846 - Tours, † 1927)
- Léon Ollé-Laprune, filosofo francese (Parigi, n. 1839 - Parigi, † 1898)
- Léon Robin, filosofo francese (Nantes, n. 1866 - Parigi, † 1947)

## Fisici(1)
- Léon Rosenfeld, fisico belga (Charleroi, n. 1904 - Copenaghen, † 1974)

## Generali(1)
- Adolphe Girod, generale, aviatore e politico francese (Les Verrières, n. 1872 - Saint-Mandé, † 1933)

## Geologi(1)
- Léon Paul Choffat, geologo e paleontologo svizzero (n. 1849 - † 1919)

## Ginnasti(3)
- Léon Bronckaert, ginnasta belga (n. 1893)
- Léon Darrien, ginnasta belga (n. 1887 - † 1973)
- Léon Delsarte, ginnasta francese (n. 1893 - † 1963)

## Giornalisti(2)
- Leone Escudier, giornalista e musicologo francese (Castelnaudary, n. 1821 - Parigi, † 1881)
- Léon Richer, giornalista e filosofo francese (L'Aigle, n. 1824 - Parigi, † 1911)

## Impresari teatrali(1)
- Léon Carvalho, impresario teatrale francese (Port Louis, n. 1825 - Parigi, † 1897)

## Ingegneri(3)
- Leon Gouin, ingegnere, imprenditore e archeologo francese (Tours, n. 1829 - Parigi, † 1888)
- Léon Lecornu, ingegnere e fisico francese (Caen, n. 1854 - Saint-Aubin-sur-Mer, † 1940)
- Léon Charles Thévenin, ingegnere francese (Meaux, n. 1857 - Parigi, † 1926)

## Inventori(2)
- Léon Gaumont, inventore, produttore cinematografico e imprenditore francese (Parigi, n. 1864 - Sainte-Maxime, † 1946)
- Lev Sergeevič Termen, inventore sovietico (San Pietroburgo, n. 1896 - Mosca, † 1993)

## Linguisti(1)
- Léon Fleuriot, linguista e storico francese (Morlaix, n. 1923 - Parigi, † 1987)

## Lottatori(1)
- Léo Tudezca, lottatore francese (Besançon, n. 1993)

## Matematici(1)
- Léon Motchane, matematico e mecenate svizzero (San Pietroburgo, n. 1900 - Parigi, † 1990)

## Medici(2)
- Léon Ambard, medico francese (Marsiglia, n. 1876 - Parigi, † 1962)
- Albert Calmette, medico e microbiologo francese (Nizza, n. 1863 - Parigi, † 1933)

## Meteorologi(1)
- Léon Philippe Teisserenc de Bort, meteorologo francese (Parigi, n. 1855 - Cannes, † 1913)

## Militari(1)
- Léon Rom, militare belga (Mons, n. 1859 - Ixelles, † 1924)

## Musicologi(1)
- Léon Kochnitzky, musicologo e letterato belga (Saint-Josse-ten-Noode, n. 1892 - Como, † 1965)

## Naturalisti(1)
- Léon Marie Dufour, naturalista francese (Dol-de-Bretagne, n. 1861 - Fontainebleau, † 1942)

## Nuotatori(2)
- Léon Marchand, nuotatore francese (Tolosa, n. 2002)
- Léon Tisserand, nuotatore e pallanuotista francese

## Oboisti(1)
- Léon Goossens, oboista britannico (Liverpool, n. 1897 - Royal Tunbridge Wells, † 1988)

## Organisti(1)
- Léon Boëllmann, organista e compositore francese (Ensisheim, n. 1862 - Parigi, † 1897)

## Pallanuotisti(2)
- Pierre Nijs, pallanuotista belga (Anversa, n. 1890 - Anversa, † 1939)
- Léon Pickers, pallanuotista belga (Etterbeek, n. 1937 - Bruxelles, † 1968)

## Pianisti(1)
- Clément Doucet, pianista belga (Bruxelles, n. 1895 - Bruxelles, † 1950)

## Pistard(1)
- Léon Flameng, pistard francese (Parigi, n. 1877 - Ève, † 1917)

## Pittori(17)
- Léon Abry, pittore belga (Anversa, n. 1857 - Anversa, † 1905)
- Léon Bakst, pittore, scenografo e illustratore russo (Hrodna, n. 1866 - Rueil-Malmaison, † 1924)
- Léon Belly, pittore francese (Saint-Omer, n. 1827 - Parigi, † 1877)
- Léon Benett, pittore e illustratore francese (Orange, n. 1839 - Tolone, † 1917)
- Léon Bonnat, pittore francese (Bayonne, n. 1833 - Monchy-Saint-Éloi, † 1922)
- Léon Carré, pittore e illustratore francese (Granville, n. 1878 - Algeri, † 1942)
- Léon Matthieu Cochereau, pittore francese (Montigny-le-Gannelon, n. 1793 - Grecia, † 1817)
- Léon Cogniet, pittore francese (Parigi, n. 1794 - Parigi, † 1880)
- Léon Delachaux, pittore francese (Villers-le-Lac, n. 1850 - Saint-Amand-Montrond, † 1919)
- Léon Frédéric, pittore belga (Ixelles, n. 1856 - Schaerbeek, † 1940)
- Léon Gischia, pittore francese (Dax, n. 1903 - Venezia, † 1991)
- Léon Glaize, pittore francese (Parigi, n. 1842 - Parigi, † 1931)
- Léon Lhermitte, pittore francese (Mont-Saint-Père, n. 1844 - Parigi, † 1925)
- Léon Germain Pelouse, pittore francese (Pierrelaye, n. 1838 - Parigi, † 1891)
- Léon Bazile Perrault, pittore francese (Poitiers, n. 1832 - Royan, † 1908)
- Léon Philippet, pittore e incisore belga (Liegi, n. 1843 - Bruxelles, † 1906)
- Léon Spilliaert, pittore belga (Ostenda, n. 1881 - Bruxelles, † 1946)

## Poeti(2)
- Léon Dierx, poeta francese (Saint-Denis, n. 1838 - Parigi, † 1912)
- Léon Felipe, poeta spagnolo (Tábara, n. 1884 - Città del Messico, † 1968)

## Politici(13)
- Léon Alvarado, politico honduregno (Comayagua, n. 1810 - Londra, † 1870)
- Léon Blum, politico francese (Parigi, n. 1872 - Jouy-en-Josas, † 1950)
- Léon Bourgeois, politico francese (Parigi, n. 1851 - Parigi, † 1925)
- Léon Degrelle, politico e militare belga (Bouillon, n. 1906 - Malaga, † 1994)
- Léon Delacroix, politico belga (Saint-Josse-ten-Noode, n. 1867 - Baden-Baden, † 1929)
- Kengo Wa Dondo, politico della Repubblica Democratica del Congo (Libenge, n. 1935)
- Dumarsais Estimé, politico haitiano (Verrettes, n. 1900 - New York, † 1953)
- Léon Gambetta, politico francese (Cahors, n. 1838 - Ville-d'Avray, † 1882)
- Léon Kauffman, politico lussemburghese (Lussemburgo, n. 1869 - Lussemburgo, † 1952)
- Léon Landini, politico francese (Saint-Raphaël, n. 1926)
- Léon M'ba, politico gabonese (Libreville, n. 1902 - Parigi, † 1967)
- Léon Mébiame, politico gabonese (Libreville, n. 1934 - Libreville, † 2015)
- Guillaume du Tillot, politico francese (Bayonne, n. 1711 - Parigi, † 1774)

## Presbiteri(1)
- Léon Gustave Dehon, presbitero francese (La Capelle, n. 1843 - Bruxelles, † 1925)

## Rugbisti a 15(1)
- Léon Binoche, rugbista a 15 francese (Champs-sur-Yonne, n. 1878 - Ferney-Voltaire, † 1962)

## Scenografi(1)
- Léon Barsacq, scenografo francese (Feodosia, n. 1906 - Parigi, † 1969)

## Schermidori(5)
- Léon Lécuyer, schermidore e tiratore a segno francese (Parigi, n. 1855 - Parigi, † 1915)
- Léon Sée, schermidore e procuratore sportivo francese (Lille, n. 1877 - Parigi, † 1960)
- Jean Stern, schermidore francese (Parigi, n. 1875 - Parigi, † 1962)
- Léon Thiércelin, schermidore haitiano (n. 1861)
- Léon Tom, schermidore e bobbista belga (Anversa, n. 1888)

## Scrittori(8)
- Léon Bloy, scrittore, saggista e poeta francese (Périgueux, n. 1846 - Bourg-la-Reine, † 1917)
- Léon Cladel, scrittore e romanziere francese (Montauban, n. 1835 - Sèvres, † 1892)
- Léon Gozlan, scrittore francese (Marsiglia, n. 1803 - Parigi, † 1866)
- Léon Hennique, scrittore e drammaturgo francese (Basse-Terre, n. 1850 - Parigi, † 1935)
- Léon Moussinac, scrittore, critico cinematografico e giornalista francese (Migennes, n. 1890 - Parigi, † 1964)
- Léon Savary, scrittore e giornalista svizzero (Fleurier, n. 1895 - Boudry, † 1968)
- Léon Sazie, romanziere, giornalista e drammaturgo francese (Orano, n. 1862 - Suresnes, † 1939)
- Léon Werth, scrittore e critico d'arte francese (Remiremont, n. 1878 - Parigi, † 1955)

## Sindacalisti(1)
- Léon Jouhaux, sindacalista e politico francese (Parigi, n. 1879 - Parigi, † 1954)

## Sollevatori(1)
- Léon Bernot, sollevatore francese (La Côte-Saint-André, n. 1896 - Bron, † 1975)

## Storici(1)
- Léon Homo, storico e docente francese (Épernay, n. 1872 - Parigi, † 1957)

## Storici della letteratura(1)
- Léon Gautier, storico della letteratura, paleografo e archivista francese (Le Havre, n. 1832 - Parigi, † 1897)

## Teologi(1)
- Léon de Castro, teologo, grecista e orientalista spagnolo (Valladolid, n. 1500 - Salamanca)

## Tiratori a segno(1)
- Léon Moreaux, tiratore a segno francese (Féron, n. 1852 - Rennes, † 1921)

## Velisti(2)
- Léon Huybrechts, velista belga (Anversa, n. 1876 - † 1956)
- Léon Tellier, velista francese

## Vescovi cattolici(1)
- Léon Lommel, vescovo cattolico lussemburghese (Nommern, n. 1893 - Lussemburgo, † 1978)

## Vescovi vetero-cattolici(1)
- Léon Gauthier, vescovo vetero-cattolico svizzero (La Chaux-de-Fonds, n. 1912 - Bienne, † 2003)

## Violisti(1)
- Léon van Hout, violista belga (Liegi, n. 1864 - Bruxelles, † 1945)

## Zoologi(1)
- Léon Bertin, zoologo francese (Parigi, n. 1896 - Saint-Amand-Longpré, † 1954)